# Placobdelloides maorica
Placobdelloides maorica är en ringmaskart som först beskrevs av Benham 1907.  Placobdelloides maorica ingår i släktet Placobdelloides och familjen broskiglar. Inga underarter finns listade i Catalogue of Life.